# Alfa Romeo 33
 Denne artikel omhandler gadebilen. Opslagsordet har også en anden betydning, se Alfa Romeo 33 (flertydig).
Alfa Romeo 33 (type 907) var en lille mellemklassebil bygget af Alfa Romeo mellem midten af 1983 og efteråret 1994.

## Generelt
Modellen var opkaldt efter racerbilen Alfa Romeo Tipo 33.
Alfa Romeo 33 kom på markedet i juni 1983 som efterfølger for Alfasud som femdørs hatchback. Dermed begyndte en fornyelse af modelprogrammet. I marts 1984 tilkom en stationcar med navnet Giardinetta.
De kendte boksermotorer fra Alfasud blev fortsat benyttet. Først som 1,2-litersmotor med 68 hk (kun i Italien) og 1,3-motor med 79 hk. Senere fulgte 1,5-litersmotorer, i nogle tilfælde med dobbelt karburator (33 Quadrifoglio Verde) med 85 til 105 hk. I efteråret 1986 kom der en trecylindret dieselmotor på 1,8 liter med 73 hk (kun på hjemmemarkedet), som var baseret på den firecylindrede 2,4'er fra Alfa Romeo 90, samt en 1,7-liters boksermotor med 118 hk. De forskellige udstyrsvarianter kunne bl.a. kendes på designet på kløverbladet (grøn eller guld) som en del af modelbetegnelsen på bagklappen.
I april 1988 blev stationcarmodellen omdøbt til Sportwagon.
- Bagfra
- Alfa Romeo 33 Giardinetta (1984–1990)

### Facelift
I januar 1990 blev der introduceret en teknisk og optisk modificeret udgave af Alfa Romeo 33.
På anden generations design blev mange designelementer overtaget fra andre tidssvarende Alfa Romeo-modeller. Den faceliftede model adskilte sig fra den oprindelige model gennem hvide baglygter og en modificeret kabine, specielt instrumentbrættet. Det smalle baglygtebånd blev tilpasset stilen fra Alfa Romeo 164, og kølergrillen og forlygterne efter Alfa Romeo 75.
Med faceliftet fulgte en 1,7-liters 16V-motor med 133 hk (med katalysator 129 hk) og et drejningsmoment på 151 Nm ved 4.600 omdr./min., som kunne kendes på den røde ring i kølergrillens forkromning. Denne model havde en tophastighed på 205 km/t og en acceleration fra 0 til 100 km/t på 8,4 sek. Også i de andre motorer blev karburatoren afløst af forskellige indsprøjtningssystemer, hvorved 1,3-litersmotoren fremover ydede 88 hk, mens 1,7-litersmotoren blev neddroslet til 105 hk og 148 Nm drejningsmoment ved 4.500 omdr./min. på grund af den monterede katalysator.
- Alfa Romeo 33 (1990–1994)
- Bagfra
- Alfa Romeo 33 Sportwagon (1990−1994)

Af Alfa Romeo 33 blev der i alt bygget 866.958 hatchbacks og 122.366 stationcars. Modellen er sammen med forgængeren Alfasud til i dag den Alfa Romeo-model med størst styktal.
Produktionen blev indstillet i oktober 1994. Modellen blev herefter afløst af den tredørs 145 og den femdørs 146.

## Tekniske data for Alfa Romeo 33 årgang 1993
|                                                | 1.3/1.4 IE                     | 1.5 IE              | 1.7 IE              | 1.7 IE 16V                     | 1.8 TD                    |
| Motordata                                      |                                |                     |                     |                                |                           |
| Motortype                                      | B4-benzinmotor                 | B4-benzinmotor      | B4-benzinmotor      | B4-benzinmotor                 | R3-dieselmotor            |
| Antal ventiler pr. cylinder                    | 2                              | 2                   | 2                   | 4                              | 2                         |
| Ventilstyring                                  | 2 × OHC, tandrem               | 2 × OHC, tandrem    | 2 × OHC, tandrem    | 2 × DOHC, tandrem              | OHV, tandhjul             |
| Fødesystem                                     | Monopoint                      | Monopoint           | Monopoint           | Monopoint                      | Hvirvelkammer             |
| Trykladning                                    | –                              | –                   | –                   | –                              | Turbolader, ladeluftkøler |
| Køling                                         | Vandkøling                     | Vandkøling          | Vandkøling          | Vandkøling                     | Vandkøling                |
| Boring × slaglængde                            | 80,0 × 67,2 mm                 | 84,0 × 67,2 mm      | 87,0 × 72,0 mm      | 87,0 × 72,0 mm                 | 92,0 × 89,2 mm            |
| Slagvolume                                     | 1351 cm³                       | 1490 cm³            | 1712 cm³            | 1712 cm³                       | 1779 cm³                  |
| Kompressionsforhold                            | 9,5:1                          | 9,5:1               | 9,5:1               | 10,0:1                         | 22,0:1                    |
| Maks. effekt ved omdr./min.                    | 65 kW (88 hk) 6000             | 70 kW (95 hk) 6000  | 77 kW (105 hk) 5800 | 95 kW (129 hk) 6500            | 62 kW (84 hk) 4200        |
| Maks. drejningsmoment ved omdr./min.           | 109 Nm 4500                    | 125 Nm 4500         | 145 Nm 4500         | 151 Nm 4600                    | 178 Nm 2400               |
| Kraftoverførsel                                |                                |                     |                     |                                |                           |
| Drivende hjul (standardudstyr)                 | Forhjul                        | Forhjul             | Forhjul             | Forhjul                        | Forhjul                   |
| Drivende hjul (ekstraudstyr)                   | Alle1                          | –                   | Alle                | Alle                           | –                         |
| Gearkasse                                      | 5-trins manuel                 | 5-trins manuel      | 5-trins manuel      | 5-trins manuel                 | 5-trins manuel            |
| Præstationer (33)                              |                                |                     |                     |                                |                           |
| Topfart                                        | 178 km/t                       | 180 km/t            | 188 km/t 185 km/t2  | 205 km/t 198 km/t3             | 171 km/t                  |
| Acceleration 0-100 km/t                        | 11,5 sek.                      | 10,7 sek.           | 9,5 sek. 10,2 sek.2 | 8,4 sek. 8,9 sek.3             | 13,7 sek.                 |
| Brændstofforbrug pr. 100 km ved blandet kørsel | 7,8 liter Blyfri 95            | 7,6 liter Blyfri 95 | 7,6 liter Blyfri 95 | 7,9 liter 8,0 liter3 Blyfri 95 | 7,0 liter Diesel          |
| Præstationer (33 Sport Wagon)                  |                                |                     |                     |                                |                           |
| Topfart                                        | 177 km/t 174 km/t2             | 179 km/t            | 186 km/t 182 km/t2  | 202 km/t 196 km/t3             | 170 km/t                  |
| Acceleration 0-100 km/t                        | 11,7 sek. 12,0 sek.2           | 10,9 sek.           | 9,8 sek. 10,6 sek.2 | 8,4 sek. 8,9 sek.3             | 13,8 sek.                 |
| Brændstofforbrug pr. 100 km ved blandet kørsel | 7,5 liter 8,3 liter2 Blyfri 95 | 7,6 liter Blyfri 95 | 7,6 liter Blyfri 95 | 7,9 liter 8,0 liter3 Blyfri 95 | 6,7 liter Diesel          |